# Italian Dressing

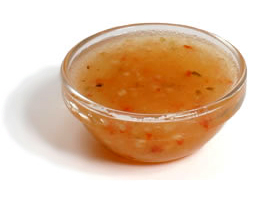
Italian Dressing

Italian Dressing ist eine Salatsauce der modernen internationalen Küche. Die Grundrezeptur entspricht einer klassischen Vinaigrette.
Für die Zubereitung wird milder Senf mit frisch gepresstem Knoblauch verrührt. Diese Masse wird mit Rotweinessig und Olivenöl aufgeschlagen. Gewürzt wird mit Salz, Pfeffer und etwas Zucker. Am Ende werden frisch gehackte Kräuter wie Basilikum und Oregano dazugegeben.